# 木之下慶行
木之下 慶行（きのした よしゆき、7月14日生）は、日本の作曲家、編曲家。広島県出身。テレビ朝日ミュージック所属。

## 楽曲提供
アイドリング!!!
- 「70億分の1」（作曲・編曲・ギター）

アイドルカレッジ
- 「BEFUNYOUANDQN」（作曲・編曲・ギター）

内田彩
- 「Say Goodbye, Say Hello」（作曲・編曲）

AKB48関連
- AKB48
  - 「潮風の招待状」（編曲・ギター）
  - 「オネストマン」（編曲・ギター）

- SKE48
  - 「パーティーには行きたくない」（作曲）
  - 「ウィニングボール」（作曲・編曲・ギター）

- ノースリーブス
  - 「明後日、ジャマイカ」（編曲・ギター）
  - 「Cloudy sky」（編曲・ギター）

- 渡り廊下走り隊7
  - 「走り隊 GO! GO! GO!」（編曲・ギター）
  - 「手のひら」（編曲・ギター）
  - 「マンマ、グラッチェ!」（編曲・ギター）
  - 「君は考える」（編曲・ギター）
  - 「猫だまし」（編曲・ギター）

Mi
- 「翼の折れたエンジェル」（編曲・ギター）

Over The Top
- 「BUNGEE!」（作曲）

カスタマイZ
- 「バンヴィーナス」（共作曲）

Kis-My-Ft2
- 「Bang! Bang! BURN!」（編曲・ギター）

Kyoco
- 「MI・RA・I SONG」（作曲・編曲・ギター）

工藤真由
- 「My sweet days」（編曲・ギター）

KENN
- 「Pieces of My Wish」（編曲・ギター）
- 「ロストワンの号哭 feat.KENN」（ギター）

小林豊
- 「パンケーキ焼けた」（共作曲・編曲・ギター）

さくらしめじ
- 「まよなかぴくにっく」（作曲）

さんみゅ～
- 「そっと、ぎゅっと、もっと、ずっと」（編曲・ギター）
- 「みんなの太陽」（作曲・編曲・ギター）
- 「Thank you for the Music」（編曲・ギター）
- 「前にススメ!」（編曲・ギター）
- 「Live a Live! ～愛があれば大丈夫」（作曲・編曲・ギター）
- 「僕らのルネサンス」（作曲・編曲）
- 「夢は生きている」（編曲・ギター）
- 「はじまりのメロディ」（作曲）
- 「恋のプラットフォーム」（編曲・ギター）

ジェル（すとぷり）
- 「黒のユートピア」（作曲・編曲）

志倉千代丸
- 「Jumpimg is life」（編曲・ギター）

白石涼子
- 「明日を指す光」（ギター・シンセサイザー）

すイエんサーガールズ
- 「Sweet Answer」（編曲・ギター）

瀬名
- 「Double eyes」（作曲）

Stella☆Beats
- 「この恋はとまらない」（作曲・編曲・ギター）
- 「Fantastic Traveller」（作曲・編曲・ギター）
- 「星空シンフォニー」（作曲・編曲・ギター）

Sexy Zone
- 「Hey you !」（多田慎也と共作曲）

Sonar Pocket
- 「ネバギバ!」（共作曲・編曲・ギター）（作曲はSonar Pocketと共作）
- 「ハレルヤ!!!!!!!」（編曲・ギター・サウンドプロデュース）
- 「青空」（共作曲・編曲・ギター・サウンドプロデュース）（作曲はSonar Pocketと共作）
- 「応援歌」（共作曲・編曲・ギター・サウンドプロデュース）（作曲はSonar Pocketと共作）
- 「MIKATA」（ベース）
- 「サマーデイズ！」（共作曲・編曲・ギター・サウンドプロデュース）（作曲はSonar Pocketと共作）
- 「パーティータイム！」（共作曲・編曲・ギター・サウンドプロデュース）（作曲はSonar Pocketと共作）
- 「NEW WORLD」（ベース・プログラミング）
- 「応え【ko-dai ソロ】」（編曲・ギター）
- 「命ある限り」（共作曲・編曲・ギター・サウンドプロデュース）（作曲はSonar Pocketと共作）
- 「スタートライン!」（編曲・ギター・ベース）
- 「I Believe」（編曲・ギター・ベース）
- 「完全燃焼ダイヤモンド!!!」（共作曲・編曲・ギター）（作曲はSonar Pocketと共作）
- 「タノシマセ隊!!!」（編曲・ギター）
- 「Brand New Way」（編曲・ギター）

ダイアナ・ガーネット
- 「好きになって、よかった」（編曲・ギター）

Cheeky Parade
- 「Challenger」（作曲・編曲・ギター）
- 「カラフルスターライト」（作曲・編曲・ギター）
- 「Hungry」（作曲・編曲・ギター）
- 「WE ARE THE  GREATEST NINE'9」（作曲・編曲・ギター）

超新星
- 「君だけは離さない(Acoustic Ballad Ver.)」（編曲・ギター・サウンドプロデュース）

津田健次郎
- 「原子番号47 (キャプテンシルバー)」（作曲・編曲・ギター）

つるの剛士
- 「離したくはない」（編曲・ギター）
- 「君という名の翼」（アコースティックギター）

D-51
- 「旅立ちの風」（編曲・ギター）
- 「Christmas Snow」（編曲）

TLION69
- 「ONLY ONE」（作詞・作曲・編曲・ギター）
- 「雨ノチHello」（作曲・編曲・ギター）
- 「no where now here」（作曲・編曲・ギター）

AAA
- 「Perfect」（アコースティックギター）

乃木坂46
- 「心の薬」（編曲・ギター）

ハロー!プロジェクト関連
- ガーディアンズ4
  - 「Summer Has Come!」（作曲・編曲・ギター）

- しゅごキャラエッグ!
  - 「わたしのたまご」（作曲・編曲・ギター）

- ダイヤレディー
  - 「レディーマーメイド」（編曲・ギター）

- Buono!
  - 「ホントのじぶん」（作曲）
  - 「無敵の∞Power」（編曲・ギター）
  - 「ワープ」（作曲・編曲・ギター）
  - 「Café Buono!」（作曲・編曲・ギター）
  - 「Early Bird」（作曲・編曲・ギター）
  - 「One Way = My Way」（作曲・編曲・ギター）
  - 「Independent Girl〜独立女子であるために」（作曲・編曲・ギター）

FENCE OF DEFENSE
- 「triangle (STUDIO WOLF remix)」（リミキサー）
- 「DIE IN THE ROSES (STUDIO WOLF version)」（リプロダクト・ギター）

福地まゆ
- 「キュンキュン鳴りっパ恋乙女」（作曲）

BOYFRIEND
- 「名もなきlove song」（共作曲・編曲・ギター）

僕道1号
- 「愛を乗せた電車」（編曲）

星野奏子
- 「たからもの (Star Party Ver)」（編曲・ギター）
- 「Medicine of love」（作曲）
- 「WISE UP」（共作詞・作曲・編曲・ギター）

MARGINAL#4
- 「永遠夢中KISS」（編曲・ギター）
- 「DREAM★JUICER」（編曲・ギター）

真野恵里菜
- 「青春 レインボウ」（編曲・ギター）

ゆーたくII
- 「third Wizard」（編曲・ギター）
- 「Light or Shadow」（編曲・ギター）

らいむ
- 「BLOOM YOUR ABILITY」（編曲・ギター）

Rita
- 「JEWELRY HALATION」（作曲・編曲・ギター）

Little Non
- 「ノゾミ∞カナエ」（編曲）

romi
- 「ロマンティックをあげるよ」（編曲）

## アニメソング
キミキス pure rouge
- 「青空loop CV.中原麻衣」（編曲）

黒子のバスケ
- 「ULTIMATE ZONE」（作曲・編曲・ギター）

咲 -Saki-
- 「まじかる☆まーじゃん☆わーるど」（共編曲・ギター）（編曲はZAQと共同）

瀬戸の花嫁
- 「GAP」（作曲）

TARI TARI
- 「情熱になって」（作曲・編曲・ギター）

DIABOLIK LOVERS
- 「Mr.SADISTIC NIGHT」（編曲・ギター）

テニスの王子様
- 「Prayer」（ギター）

伝説の勇者の伝説
- 「Deep black shadow」（作曲・編曲・ギター）

這いよれ! ニャル子さん
- 「太陽曰く燃えよカオス ニャルラトホテプver.」（編曲・ギター）

問題児たちが異世界から来るそうですよ?
- 「Beauty as the Beast」（編曲・ギター）

## ゲームに関連する音楽作品
エターナルファンタジー
- 「ロコモコ☆ロコモーション」 CV.ひなき藍（編曲・ギター）

ギタドラ
- 「snow prism (GFDM ver.)」（編曲・ギター）
- 「Synergy For Angels(GITADORA Ver.)」（編曲・ギター）
- 「FLOWER -TLION69 Remix-」（編曲・ギター）
- 「Evans -TLION69 Remix-」（編曲・ギター）

スカーレッドライダーゼクス
- 「70億分の1のカノジョ」 CV.宮野真守（編曲・ギター）
- 「Dear Chroma」 CV.浪川大輔、宮野真守（編曲・ギター）
- 「愛のZERO距離射撃 -loveshooooot!!!!!-」 CV.鈴木達央、宮野真守（編曲・ギター）

超次元ゲイム ネプテューヌ
- 「Sham Cold Girls」 CV.今井麻美、喜多村英梨（編曲・ギター）

緋色の欠片
- 「ひとつだけ」 CV.岡野浩介（編曲・ギター）
- 「Let me Go！」 CV.浪川大輔（編曲・ギター）

beatmania IIDX
- 「たからもの」 CV.中原麻衣、佐藤利奈（編曲・ギター）
- 「Medicine of love」 CV.植田佳奈、能登麻美子（作曲・編曲・ギター）
- 「WISE UP! 木之下慶行 feat.星野奏子」（共作詞・作曲・編曲・ギター）

ポップンミュージック
- 「プリズム」（編曲・ギター）

Lucian Bee's
- 「無敵のBIG BANG!!!!!!!」 CV.鈴木達央（作曲・編曲・ギター）
- 「ブッチギリFreeway」 CV.日野聡（作曲・編曲・ギター）

ワンド オブ フォーチュン
- 「Blazing Guy」 CV.柿原徹也（編曲・ギター）
- 「ウラハラ協奏曲（ラプソディ)」 CV.入野自由、柿原徹也、鈴木千尋（編曲・ギター）

## テレビ番組
ANNニュース
- 提供ベース（2014年7月01日 - 現在）

スーパーJチャンネル
- テーマ曲「J-Time」、芸能コーナーBGM（2015年3月30日 - 2019年3月30日）

新・にほん風景遺産 ～故郷を見つめなおそう～ (BS朝日)
- テーマ曲「大和」（2015年11月10日 - 現在）

ひろしま深掘りライブ フロントドア (広島ホームテレビ)
- テーマ曲「フロントドア」（2016年4月23日 - 現在）

サンデーLIVE!!（テレビ朝日・朝日放送テレビ・メ～テレ共同制作）
- 番組内BGM（2018年10月1日 - ）

みみよりライブ 5up!（広島ホームテレビ）
- テーマ曲「5up!」（2018年）